# 信天翁号炮舰 (1871年)
信天翁号是北德意志邦联海军暨德意志帝国海军建造的信天翁级炮舰的首舰。它于1869年开始在但泽王国船厂铺设龙骨，1871年3月下水，至同年12月交付使用。为了能在海外长期部署，信天翁号的设计结合了蒸汽和风帆动力以扩大航程，并装备有150毫米和120毫米箍炮各两门。它最初被定型为通报舰，在入役前则重归类为炮舰。
作为德国“炮舰外交”的重要工具，信天翁号曾数次前往海外执行巡逻任务。第一次是1872年至1874年，该舰跟随国家分舰队抵达西印度群岛，并在那里担任驻地舰。1874－75年间，它与姊妹舰鹦鹉螺号还奉命介入巴斯克沿岸的第三次卡洛斯战争，以保护当地德国人的利益。此后，信天翁号又被部署到南太平洋，并参与了萨摩亚危机等活动，直至1888年改作勘测船用途。1899年1月，该舰正式从海军名录中除籍，后于1906年在风暴中沉没。

## 设计
信天翁号是北德意志邦联海军暨德意志帝国海军第一款专为执行海外任务而设计的军舰，也是帝国海军建造的第一艘炮舰，旨在用作打击中国水域的海盗。舰只采用带有镀铜的木制卡拉维尔式外壳结构，全长和水线长分别为56.95米和51.21米，有8.32米的舷宽以及3.62米的前吃水和3.75米的后吃水——较浅的吃水设计是为了在中国大江的河口追击无龙骨的平底海盗戎克船。其设计排水量为713吨，满载时则可达786吨。标准船员编制为5名军官和98名水兵。舰只由两台卧式单胀往复式蒸汽机提供动力，用以驱动一副直径为3.14米的双叶螺旋桨。蒸汽则由两座燃煤箱型火管锅炉供应，这使得它在491匹指示馬力（366千瓦特）额定功率下的最高航速可达10.5節（19.4每小時），并且能够以10節（19每小時）的速度连续航行1,270海里（2,350）。为了在煤炭可能稀缺的海外长期部署时作为蒸汽机的辅助动力，信天翁号还配备有一套总帆面积为710平方米的前桅横帆三桅索具。
信天翁号装备有四门箍炮作为主炮。其中的两门为150毫米22倍径，配备140发弹药，射程为4,600米；另外两门为120毫米23倍径，配备180发弹药，最远可命中5,500米外的目标。此外，舰只还携带有三门轻型转膛炮。信天翁号被视为相当不错的船具，但在恶劣海况下的速度损失严重。其机动性中等，转向良好，在风帆下也能轻易操纵。

## 历史
信天翁号是北德意志邦联海军为替换老旧的二等炮舰鳄鱼号而以“鳄鱼代舰”（Ersatz Crocodil）作为合同代号订购，前者于1867年在从未服役的状态下报废。新舰自1869年开始在但泽王国船厂（德意志统一后改称帝国船厂）铺设龙骨，但建造进度因普法战争的爆发而推迟。它直到1871年3月11日才下水，至同年12月23日交付使用。入役后的信天翁号原本应前往中国水域打击海盗，但由于当时西印度群岛的政治动荡，当局遂决定将它与盖甲板护卫舰伊丽莎白号部署至那里担任驻地舰，因为加勒比地区也有利于浅吃水舰艇活动。

### 首次海外部署
为了提高刚成立不久的德意志帝国的声望，帝国海军于1872年组建了帝国分舰队，并由铁甲舰腓特烈·卡尔号铁甲舰担任旗舰，计划与当时驻扎在加勒比海的盖甲板护卫舰菲内塔号和瞪羚号进行环球航行。1872年10月12日，信天翁号在海军少校阿尔弗雷德·施滕策尔的率领下，跟随腓特烈·卡尔号和伊丽莎白号从基尔出发前往西印度群岛。然而，在1873年3月10日相继到访了委内瑞拉、哥伦比亚和海地后，由于西班牙第一共和国成立并爆发了州省革命，环球航行的计划在哈瓦那被迫中止。除了必须在西印度群岛维持常驻职责的信天翁号外，所有舰只都受命返回欧洲。驻地活动于3月13日开始，当时作为帝国分舰队司令的海军上校赖因霍尔德·冯·维尔纳在舰上发表了告别演说，并将信天翁号从分舰队中分离。
在接下来的一段时间内，信天翁号没有收到海军部的任何进一步指示，于是便留在哈瓦那，记录了英国和西班牙西印度分舰队抵达的情况，并在拉卡巴尼亚堡垒进行射术训练。最终，施滕策尔得知信天翁的邮件已经从纽约转移到圣托马斯岛。因此他被迫停靠至这座当时仍是丹麦殖民地的岛屿上。在圣托马斯取件时，施滕策尔收到了一份多米尼加共和国因反对总统布埃纳文图拉·巴埃斯的革命而发出的协助函。信天翁号遂响应前往普拉塔港，于1873年5月13日抵达。该港口被视为该国重要的出口港，几乎完全由德国商船和办事处用于烟草出口。施滕策尔在普拉塔港和邻近的蒙特克里斯蒂没有发现对外国人的具体威胁，因此信天翁号于5月30日经普拉塔港回到圣托马斯，并在当地收到了更多五个月前便寄出的邮件，部分是通过绕行里约热内卢而寄达。
1873年6月至10月，信天翁号在南美洲东岸逗留。该舰于9月24－25日驻泊在布宜诺斯艾利斯，施滕策尔在那里拜访了驻节公使鲁道夫·弗里德里希·勒·迈斯特雷。之后信天翁号经行乌拉圭的蒙得维的亚，于10月3日来到巴西的圣卡塔琳娜岛。翌日，施滕策尔搭乘舰载艇前往德斯特罗，受到了当地德国公民的接待。10月6日，这艘炮舰驻泊在伊塔雅伊阿苏河河口附近的伊达贾伊，经勘测证实是河流能够通航，因此施滕策尔得以再次搭乘舰载艇访问45海里（83）外的内陆城镇布卢梅瑙。在唐娜弗兰西斯卡定居点（也主要由德国人聚居）短暂停留后，该舰于10月10日抵达里约热内卢。经过数周的回程并在圣托马斯岛短暂经停，信天翁号于12月13日返回普拉塔港，那里的革命仍在持续。施滕策尔重新对该城和圣多明各进行了考察和评估，仍然没有发现对德国利益的任何威胁，遂下令转往古巴。由于想要在“弗吉尼厄斯事件”后宣示国力，该舰先是在圣地亚哥-德古巴经停，然后才来到哈瓦那。在被奥古斯塔号护卫舰轮替前的最后一个月，它还相继到访了太子港和海地角。信天翁号最终于1874年4月返抵基尔并停运。

### 后续运用
1874年5月，信天翁号重新投入使用，与姊妹舰鹦鹉螺号一同介入巴斯克大西洋沿岸的第三次卡洛斯战争，并防止对当地德国人的进一步袭击。此前，一位担任记者的前德国陆军上尉于6月30日被卡洛斯党当场枪决。两艘炮舰于8月8日离开基尔，24日抵达桑坦德，然后前往法国边境，与西班牙和英国军队合作，阻止从那里运送武器。它们在接近格塔里亚的途中遭到卡洛斯党的攻击，遂以火炮回击。10月，随着天气转差，信天翁号被滞留在桑坦德。然而，德国外交部直到12月中旬才批准撤出海军长期以来要求的炮舰，因此它们直到12月19日才启程归国。
此后不久，一艘德国商船在亲政府武装控制的巴斯克海岸外搁浅，船只和货物却被卡洛斯军队没收。德国政府的回应计划是在该地区大规模集结海军力量，包括将信天翁号和鹦鹉螺号召回原来的驻地。然而，信天翁号直到1875年1月5日才收到折返的命令，因此至1月29日才与西印度驻地舰奥古斯塔号共同抵达桑坦德。这是由于航行途中需要借英国的德文港海军基地对舰体和发动机进行必要的维修而推迟。31日，鹦鹉螺号也抵达桑坦德。西班牙为德国双桅横帆船及其货物支付了足够的赔偿金，并于4月28日为三艘德国军舰举行隆重的致敬仪式，正式结束了这场危机。信天翁号随后返回德国。
信天翁号还进一步执行了海外部署任务。在1879年11月被鹦鹉螺号接替之前，它曾在南太平洋担任驻地舰，并参与了萨摩亚危机等活动。1885年9月和10月，该舰在加罗林群岛进行了多次升旗活动，但在加罗林争端解决后，群岛仍然属于西班牙。1888年返回德国后，它被改作勘测船用途。1889年1月9日，信天翁号正式从海军名录中除籍、出售并充当运煤驳船，直至1906年在一场风暴中沉没。